# Antje Traue
Antje Traue, född 18 januari 1981 i Mittweida, Sachsen, är en tysk skådespelare. Hon gjorde sin första engelskspråkiga roll i filmen Pandorum.

## Karriär
Traue föddes i Mittweida, Sachsen. Hennes scenkarriär inleddes med att hon porträtterade Jeanne d’Arc i en skolpjäs. Som sextonåring spelade hon som huvudrollen i musikalen Hip Hopera. Traue turnerade med samma produktion i fyra år. Därefter såg man henne i filmer som Kleinruppin Forever, Berlin am Meer och Phantomschmerz. År 2009 gjorde Traue sin första engelskspråkiga roll i filmen Pandorum.

## Filmografi (i urval)

### Film
| År   | Titel                    | Roll                  | Anmärkning  |
| ---- | ------------------------ | --------------------- | ----------- |
| 2003 | Die Nacht davor          | Franziska Teenstätten | Kortfilm    |
| 2004 | Kleinruppin Forever      | Ramona                |             |
| 2006 | Goldjunge                | Manuela               | Kortfilm    |
| 2008 | Berlin am Meer           | Estelle               |             |
| 2009 | Phantom Pain             | Anja                  | Okrediterad |
| 2009 | Pandorum                 | Nadia                 |             |
| 2011 | 5 Days of War            | Zoe                   |             |
| 2012 | Nobels testamente        | Kitten                |             |
| 2013 | Man of Steel             | Faora                 |             |
| 2014 | Despite the Falling Snow | Marina                |             |
| 2015 | Seventh Son              | Bony Lizzie           |             |
| 2015 | The Woman in Gold        |                       |             |
| 2016 | Criminal                 | Elsa Mueller          |             |
| 2023 | The Flash                | Faora                 |             |

### TV
| År   | Titel            | Roll          | Anmärkning                   |
| ---- | ---------------- | ------------- | ---------------------------- |
| 2000 | Verlorene Kinder |               | TV-film                      |
| 2007 | SOKO Köln        | Diana Wrobel  | Avsnittet: "Später Ruhm"     |
| 2009 | Der Staatsanwalt | Sandra Thewes | Avsnittet: "Schwesternliebe" |
| 2017 | Dark             | Agnes Nielsen |                              |